# Próba żelaza
Próba żelaza – jedna z metod ordaliów, służących ustalaniu winy w procesie sądowym. Zainteresowany musiał przejść trzy kroki po rozpalonym żelazie, następnie opatrywano powstałe rany. Jeżeli źle się goiły, uznawano to za dowód winy. Z założenia próba ta była dobrowolna i służyła udowodnieniu niewinności.